# Сафийя бинт Хуяйй
Сафийя́ бинт Хуя́йй ибн Ахтаб (иногда Сафия бинт Хуваййа, араб. صفية بنت حيي‎; 610, Медина — 670, Медина) — жена пророка Мухаммеда, дочь вождя иудейского племени Бану Надир Хуяйа ибн Ахтаба и дочери вождя племени Бану Курайза Барры бинт ас-Самауаль.

## Биография
Родилась около 610 года. Её отец Хуяйй ибн Ахтаб, будучи ярым врагом пророка Мухаммеда и мусульман, не упускал возможности поссорить между собой ансаров и мухаджиров и вступал в коалицию с курайшитами. В молодости была очень красива, и в Медине, где она жила, было много желающих жениться на ней. Первым её мужем был известный поэт племени Саллям бин Мишкам аль-Курайза, но их брак продлился не долго. Вторым её мужем стал Кинан ибн ар-Раби ибн Абу аль-Хукайк имевший высокое положение среди представителей племени Бану Надир.

## Битва при Хайбаре
После того как иудейские племена Медины (Бану Кайнука, Бану Надир и Бану Курайза) нарушили договоры с мусульманами, они были изгнаны, и Бану Надир обосновались в Хайбаре. После изгнания из Медины отец Сафийи не переставал враждовать с пророком Мухаммедом. В 628 году он договорился с арабскими племенами о нападении на Медину, но мусульмане узнали о заговоре и решили опередить их, двинувшись на Хайбар. В ходе битвы при Хайбаре были убиты отец и муж Сафийи, а сама Сафийя в числе других представителей своего племени была взята в плен.
Увидев пленённую Сафийю, пророк Мухаммед взял её себе в наложницы, а затем освободил её из рабства. После освобождения ей был предоставлен выбор сохранить свою религию и уйти куда пожелает, либо остаться с пророком Мухаммедом. Сафийя решила остаться и жить с пророком Мухаммедом. По случаю женитьбы пророка Мухаммеда на Сафийи к ним приходили гости и приносили еду с собой. Пророк выделил ей долю дохода Хайбара, равную той, которую он отдал другим своим женам. На момент брака с пророком Мухаммедом Сафийи было около 18 лет.

## Последние годы жизни
Во время смуты, начавшейся в конце правления Усмана ибн Аффана, Сафийя встала на сторону халифа и пыталась защитить его. Она приносила еду и воду в дом халифа Усмана когда повстанцы осадили его. Сафийя умерла в Медине в месяц рамадан 50 (октябрь 670 г.) или 52 (сентябрь 672 г.) года хиджры. Заупокойную молитву возглавил Муавия ибн Абу Суфьян. Похоронена на кладбище Джаннат аль-Баки в Медине.